# Ostrya carpinifolia

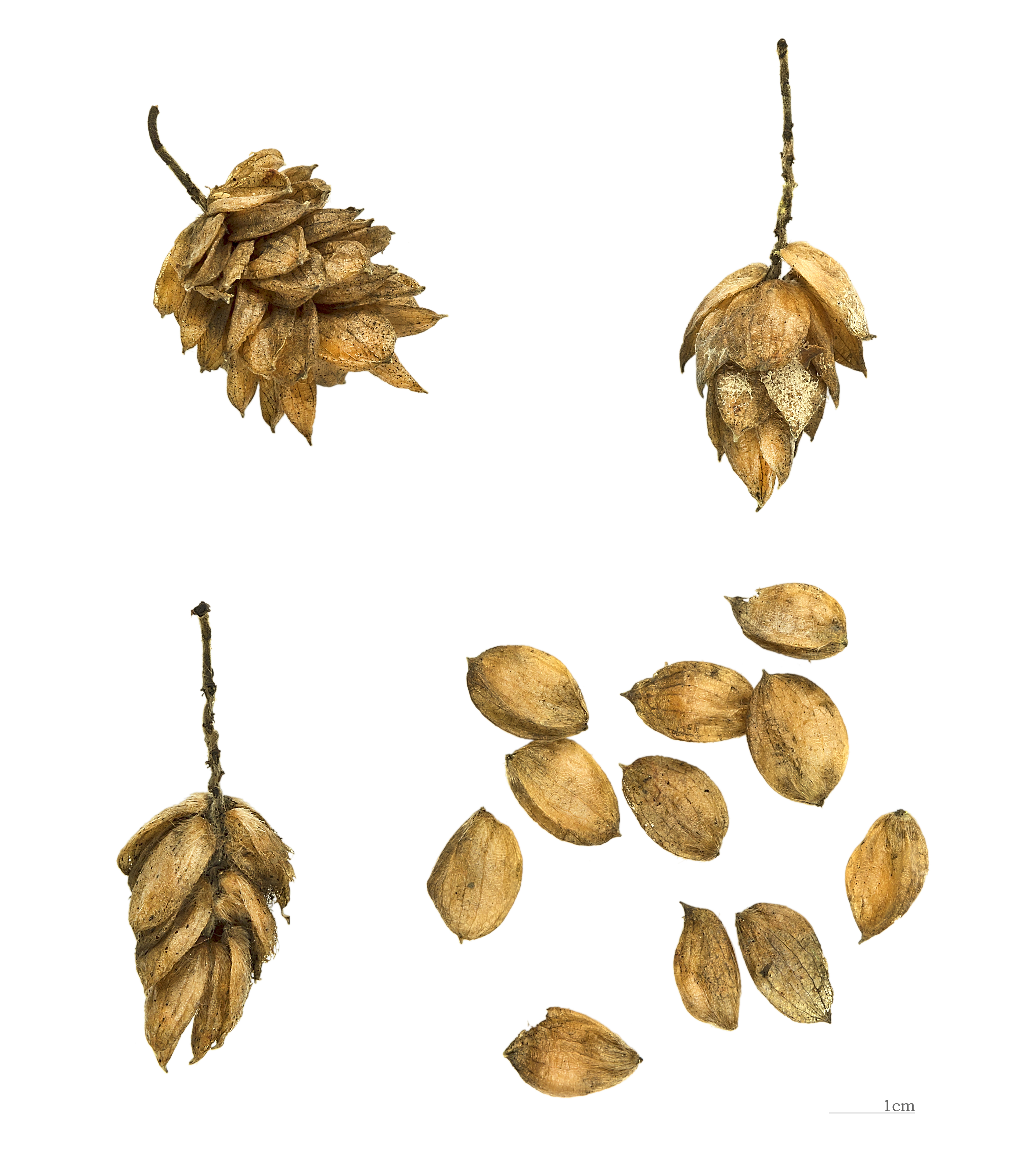
Ostrya carpinifolia - MHNT

Ostrya carpinifolia Scop seus nomes comuns sao  carpino nero italiano hopfebunche alemão e charme houblon francês . é uma espécie de árvores pertencente ao género Ostrya, da família Betulaceae, nativa do sudeste da Europa. e do norte do oriente medio ja foi extinta na Hungria  